# PC-WAVE
PC WAVE（ピーシーウェーブ）は電波実験社（後にラッセル社出版）から出版されていたパソコン雑誌である。1993年から1999年まで月刊誌として発行された。前身になったのは大陸書房が倒産するまでVol.8を数えた『PCフォーラム』という雑誌で、休刊した半年後にほぼ同じスタッフによって創刊された。ジャンルとしてはパソコン雑誌の中でもDOS/V関連の雑誌と言っていいが、内容的には多彩であった。副題に「PC/AT&Windowsユーザーのための情報誌」があったが後にこれを無くした。
版元のラッセル社出版が1999年4月2日に2度目の手形不渡りを出して事実上倒産したことにより、結果的に1999年4月号（3月8日発売、通巻81号）で廃刊した。

## 概要
体裁はA4平綴じで、本体は170ページ程度、当時のパソコン雑誌としては広告が少なくページ数が薄めの本に属する。内容はやや高度で、少なくとも初心者向けの記事はなかった。以下、内容の構成は時期によっても異なるが、記述は主として後期の1998-99年頃のものである。
広告は巻頭巻末にそれぞれ6-10ページ程度。ただし周辺機器がほとんどでDOS/V主要メーカーのものはほとんどなかった。巻頭広告の後にTOPICSの名で新製品の解説を含むカラーページ。白黒ページの始めに業界ニュース欄があり、その名を PC Blue WAVEといった。
その後ろは毎巻ごとに特集記事が組まれた。それ以外にも各種周辺機器やソフトウェアのレビュー記事など。連載記事としてはPC/ATのゲームやシェアウェアの情報のほかにコラム的なものとして沢田博の「メディアの夜は眠らない」、アストロビスタの「The Back of Beyond」、ビットマップ・ファミリー・シンジケートの「ゼロ・ハリの電脳遊戯倶楽部」、仏斎の「仏斎のぶつぶつ夜迷い日記」、波多利朗の「波多利朗のFunky Goods」など。また読者投稿欄として「PC廃人倶楽部」があった。

## 特徴
この雑誌の特徴は、『パソコン批評』が足元にも及ばないほどに兎にも角にも硬派な姿勢にあった。パソコン批評が広告を取らないことで企業から独立した姿勢を示したのに対して、広告は載せてあったものの、雑誌そのものが強い主張を持っていた。
この雑誌の出版時期は、日本国内のパソコン市場が日本電気 (NEC) のPC-9800シリーズの一強体制からWindows 98による寡占に至る大きな転換期であったが、その中でこの雑誌は常に反主流の姿勢を貫いた。Windows以前は日本におけるNEC一強の情勢を批判し、PC/AT互換機の普及とDOS/Vの推進を主張し続けた。PC/AT互換機が普及するや今度はビル・ゲイツを俎上に上げ、マイクロソフトのやり口を批判し、Windowsの完成度そのものにも批判をし続けた。1993年9月号では当時対抗馬と目されていたIBM製のOS/2を知らしめるべく、雑誌の付録にCD-ROM（中身はOS/2のインストールディスク）を採用し、一部の流通で取り扱ってもらえず急遽CD-ROM引換券付き版が流通するなど物議を醸した。
OS/2以外にもさまざまなOSを積極的に紹介し、BeOSやBTRONもよく取り上げられ、終期にはLinuxに言及することも多くなっていた。
モバイルならぬ、モービルコンピューティングにも強い関心を示し、アルカリ単3乾電池6本で駆動するThinkPad 220に始まって極小PCPalm Top PC 110やChipCardにも大きく項を割き、極小キーボードながらのちにユーザーグループにより日本語化されたHP100LX/HP200LXを広く紹介し一つの到達点に至るが、HP200LXが普及してしまうと更にマイナーな台湾製パームトップ機を取り上げ、ハンドヘルドPCが出た時も、Windows CE以外を持ち上げることが多かった。

## 特殊用語
この雑誌では奇妙な用語が入り乱れて使われたが、中でも代表格が「廃人」である。これは、説明によるとパソコンマニアがその知識や技量を鍛えて、普通に進歩すればついには達人に至るのであるが、その手前で妙な方向へそれてしまったものを指す。ある意味でこの雑誌の方向性をも表す言葉であった。先述のように読者投稿欄もこの名が使われていたし、投稿が掲載されると、丸い枠に漢字で"廃"と書かれた廃人シール（「廃人」・「私、壊れてます」などと書かれたシール）がもらえた。クロックアップした上で日本語化したHP95LXに廃人シールを貼ったものがステータスシンボルとしてごく一部で羨望の眼で見られたという。
その他、よく使われた印象的な語に以下のようなものがある。
- 謎パ〜機：謎のパームトップ機の意。中国などで作られていた様々なパームトップ機の総称で、独自に日本語化などが画策された。
- ロードウォリアー：まだ携帯電話も無線インターネットも普及していなかった時代に、それでも手に入る限りの通信機器を使い、それでも駄目なら改造、あるいは自作してまでとにかくどこからでも目的の対象にコンピュータを繋げてしまうことを目指した人々。
- ダミアン：ビル・ゲイツのことで、徹底的に攻撃の目標とした。他に「アタマに666の痣がある」「カエル顔の悪魔」などとも。
- 家庭内遊牧民：自宅内での居場所がなくて、やっと場所を見つけてノートパソコンを広げては、すぐに他の家族に追い立てられる人、あるいはそのさま。
- 光りモノ：ここではCD-ROM、MO、CD-R、DVDなど光ディスク、光磁気ディスクのこと。とにかく廃人はこういうのが大好きとか。
- ホームLAN：家庭内に引くLAN。たまった自作パソコンをつなぎあわせて「1クライアント/マルチサーバ」環境を作ってしまうこと。
- 余計なお世話：ここではWindows 95の「プラグアンドプレイ」のこと。勝手に色々やり出して、たいていはろくな結果がでないことから。
- 金太郎飴パソコン：Windows寡占状況の下、メーカー製のパソコンが画一化し、マニアにとってはおもしろくもなんともないものばかりになったのを嘆いた言葉。
- 電脳パンツ：パンツ同様に肌身離さず身につける電脳機器のこと。主としてHP200LXのシリーズのことを指した。